# Buprestis rufipes
Buprestis rufipes es una especie de escarabajo del género Buprestis, familia Buprestidae. Fue descrita científicamente por Olivier en 1790.

## Descripción
El adultos mide de 18 a 25 mm. Es fácilmente reconocible con bandas de color amarillo dorado. El color verde metalizado se extiende hasta la cabeza y las partes inferiores. Las patas y parte de las partes inferiores son rojizas como se refleja en el nombre de la especie.
La larva se alimenta de Acer, Fagus, Nyssa sylvatica, Quercus, Ulmus.

## Distribución geográfica
Es nativo del sur y este de los Estados Unidos.  